# 狼少年 (野生児)

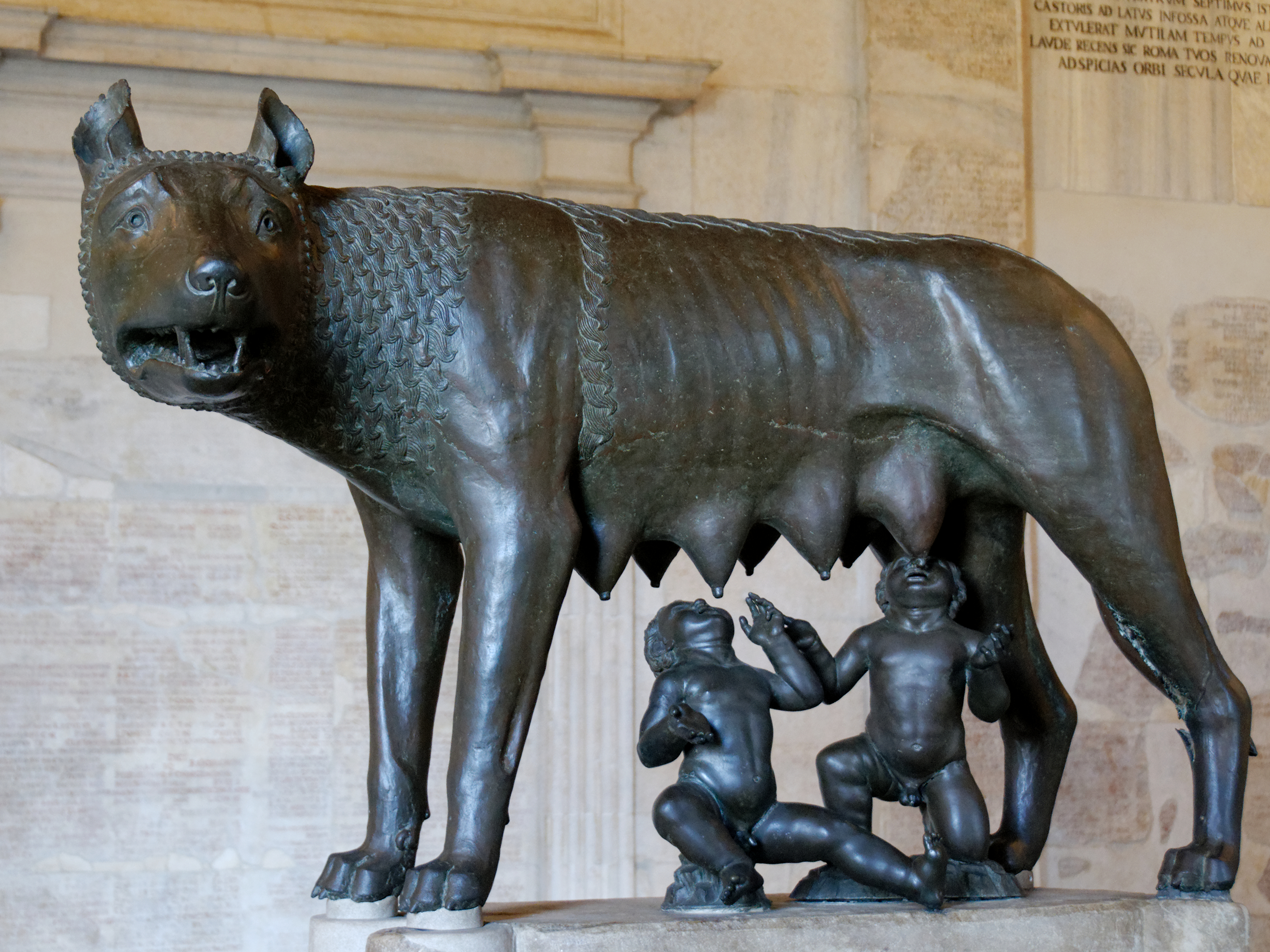
ローマの始祖ロムルスとレムスを育てたとされる狼像

狼少年（おおかみしょうねん）とは、オオカミに育てられた、あるいは育てられたとされる、人間の男の子のことである。女の子の場合は普通狼少女（おおかみしょうじょ）と呼ばれる。

## 特徴
狼少年の共通の事例は、発見された際に、狼と行動を共にしていたという証言があることである。 但し狼に育てられていた所を見たという目撃証言がない点も共通である。 また、科学的に証明された事例はまだ知られていない。
事例によっては、四本足で行動し、昼間は不活発もしくは眠って夜に活動し、生肉を常食し、言葉は全く発せず、唸り声を上げ遠吠えをする、といった特徴が挙げられる。
その他の特徴は野生児項の野生児の特徴を参照。

## 人間の精神的発達
我々人間が言葉を用い、複雑な思考を行ない、豊かな感情を持つのは、決して生得的なものではなく、放っておいてもそのような資質が自然に発生する事はないとされている。
人間の精神的発達は、幼児期の環境に大きく影響され、人間的な発達には、幼児期において人間的な環境から習得される必要があり、幼児期に確立された精神的発達の基礎は、その後の発達に影響すると言われている。 それらをのちに矯正することは困難であると言われている。
狼少年に限らず、幼児期に動物からアイデンティティーを受け継いだ子供を社会復帰させる努力が試みられた科学的な事例があるが、完全な復帰は困難であることが確認されている。

## 記録・証言
狼少年を発見もしくは捕獲したという話は幾つかある。 
バーライチの狼少年の例
1843年ごろ、インドのバーライチで、騎兵によって、二匹のオオカミと一緒に川の水を飲んでいた10歳くらいの少年が保護された。 激しく抵抗し、騎兵に噛み付いた。 3ヶ月ボンディ村の酋長の所に預けられた、少年は繋がれたが何度も脱走した。その後見世物師の所で6ヶ月過ごした。 それから商人の召使いの子が、少年の世話をすることになった。 少年は四つ足で這っていたが、木に縛られて油で関節をこすったり叩いたりして、2週間くらいで直立歩行できるようになった。 最初は生肉しか食べなかったが、次第に米食に慣れていった。 4ヶ月後身振りで意思疎通できるくらいになったが、優しくしてくれる少女の名前以外何も口をきかなかった。 やがて少年の元にオオカミの子が何匹か遊びに来るようになった。 彼らは少年に慣れているようだった。 5,6年前にオオカミにさらわれた自分の息子であると主張する婦人が名乗りを上げたが、少年は脱走して行方不明となった後だった。
フザンプールの狼少年
1843年、インドのフザンプールにやってきた狼少年。 首長による証言によると、少年は明らかに狼にさらわれた子供で、発見当時12歳くらいに見え、真っ黒で、体毛が生えていたが、塩味の物を食べて体毛が薄くなった。 直立歩行できたが、話せなかった。 調理した肉でも生肉でも食べられた。 両親が名乗りを上げて連れて帰った。
スルタンプールの狼少年の例
1847年、インドのスルタンプール近くのチャンドールで、騎兵に発見された少年。発見当時、少年は、狼と3匹の狼の子とともに川の水を飲んでいた。捕獲の際大暴れした。少年は犬のように腹ばいで生肉を食した。食事中は誰も近づけなかったが犬と一緒に食べることは許した。 服を身につけさせなかった。 言葉を理解せず関心を示さなかった。 何か欲しいときは身振りで表現した。ニコレット大佐の所へ連れて行かれてからとてもおとなしくなった。 2年ほどニコレット大佐の部下と一緒に暮らしてから死亡した。 死亡する直前に頭に手をおいて「痛い」と発音して水を求めた。
スルタンプールの狼少年の例
1860年、狼の穴から捕獲されてスルタンプールの行政副官H･G･ロスによって警察に連れてこられた4･5歳の少年。発見当時、うなるだけで話せず、イヌのような恰好でしゃがんだ。調理したものを嫌って生肉だけ食べた。大人しくなってから就学し、警察で働くことになった。
ダイナ･サニチャーの例
1867年、インドのブランドシャールの森で、四つ足で移動している5、6歳の少年が発見され、管轄の長官によって狼と一緒に隠れていた穴から、いぶし出されて保護された。 少年はサニチャーと命名されてシカンドラ孤児院で教育された。発見当時四つん這いだったがまもなく直立で歩行可能となった。 怒りや喜びの表現はでき、仕事もいくらか出来るようになった。 25歳になっても話せなかった。 1894年頃死亡。（孤児院において、生育記録や写真が販売されている）
シカンドラの狼少年の例
1872年、インドのメインプリ近くで、18歳くらいの少年が、ヒンズー教徒によって発見された。少年は狼の穴から煙でいぶり出された。 発見当時四つんばいで移動し、骨や生肉を好み、イヌのような飲み方をした。 耳が聞こえず口もきけなかった。 少年はシカンドラ孤児院に連行され、数ヶ月後死亡した。
エタバーの狼少年の例
1895年、インドのエタバー近くの狼の穴から農夫によって保護された2人の10歳くらいの少年。 少年は担当の収税官A･J･ブラウンの元に連行された。少年達は四つ足で走り回り、話せなかった。食べ物を引き裂いた。
アマラとカマラの例
狼少女の例であるが、1920年の狼少女は有名な事例である。 詳細はカマラとアマラの項を参照。
マイワナの狼少年の例
1927年、インドのマイワナで、牧夫によって、狼の巣穴から10歳位の少年が保護されている。 発見当時四つ這いで話せず、草を食べ水をなめていた。 夜間はほえた。 発作をおこして他人を噛んだり自傷した。 少年はバレーリーの精神病院に移された（アラハバット発『タイムズ』の記事）。 少年は7歳位で、ふだんはおとなしく、時々発作をおこして他人や自分を噛んだ。 草と根茎を主に食していた。 精神病院への移動は保留され、現在は檻の中にいる（『リビング・エイジ』誌の記事）。
グアリオールの狼っ子の例
1933年、ジャンシの英国仕官によって、狼の群れから子供が保護されている。この子はグアリオール赤ん坊週間の間、見世物として展示されていた。 その期間にアンティア博士によって、四足から直立姿勢に矯正された。
ニューデリーの鉄道駅で発見されたオオカミ少年の例
1954年1月16日、インドのニューデリーの鉄道駅の構内に放置された箱から発見された少年は、言葉を全く話せず二足歩行もできず、狼の幼獣や猫と親和的であったと朝日新聞が報じている。 発見当時、推定年齢10歳だったが生後11ヶ月の精神年齢であり、生肉を好んでいたという。 発見者は地元の警察。
狼少年サメデオの例
1972年5月、ナースリング・シングによって、スルタンプールに近いムサフィルカーナの森の中から少年が保護された。 発見時、少年は4歳くらいで、4,5匹の狼の子とともにじゃれあっていた。 少年は黒い肌で、爪や髪は手入れされておらず、手足は感覚がないようだったが、四つ這いで素早く走れた。 少年はサメデオと名づけられシングの家に連れて行かれた。サメデオは、日光を嫌って日が落ちると安心し、血のにおいに興奮し、ニワトリや小鳥を生きたまま食べた。 マザーテレサの「神の愛の宣教者会」のシスターたちは彼の母親をほぼ特定したが、拒絶されたので孤児院へ預けられることとなった。 最初の週、彼は服を着る事も食べることも拒み、暴れていたが徐々に孤児院になじんでいった。 訓練の結果、簡単なサインで意思疎通ができるまでになり手足の問題も改善していった。サメデオはシングを覚えて大歓迎するようになった。しかし彼に子供らしさを取り戻させることはできなかった。
オオカミ少年（ラームー君）の例
1976年、インドの森の中でオオカミ少年が発見されている。朝日新聞によれば、少年は発見当時推定年齢10歳で、立ち上がれず、3匹の狼の子と一緒にいるところを保護されたとされている。発見後、ラームーと名づけられて、マザーテレサの運営するニューデリーの施設に引き取られ、服を着替えられるくらいになったが、最期まで言葉は全く話せなかった。彼は1987年2月18日に死亡したと報じられている。
サトナの狼少年の例
中央インドのレワ州サトナで発見された少年。発見者はサトナの駅長。 C･H･バーネットは駅長から、少年が赤ん坊の頃狼に連れ去られて後、保護されたと語った。 少年は奇妙な習慣を身に付け、言葉が話せなかった。
ロシアの狼少年の例
2007年12月23日、中央ロシアのカルーガ（Kaluga）州の森で、狼の群れと共に四つ這いで走り回る少年（Tvoi Den newspaperの証言）が、地元の村人によって発見され、ロシア警察によって保護されている。 少年は10歳かそれ以上で、氷点下の中で枝や葉でできた巣の中で発見され、呼びかけに反応せず、人語を話すことが出来なかった。 警察の広報は少年について、狼のような振る舞いをして、歯が鋭く噛まれる危険があると発表した。 少年は病院に搬送され衣服を着せられ食事が与えられた。 しかしその翌日逃亡して行方不明となっている。 （少年を撮影した写真が残っている）

## 狼少年という社会現象
レムルスとロムスの例のようにオオカミが人間の子を育てるという伝説は大昔から知られている。
ベッテルハイムは、インドに狼少年が集中していることについて、社会学的見地から、いくつかの考察を行っている。
- オオカミが人間の子を殺さずにさらうことは事実のようである[11]。
- インドでは、遺棄されたり、森で迷ったり、動物に連れ去られる子供が毎年数百人もいる[12]。
- さらにそのような子供たちが生還する例もあって、説明に窮する。 その時に紋きり型の動物に育てられていたという話が主張されている可能性があるとしている[12]。
- インドにおいては、狼らしいふるまいをする野生児は、狼に育てられたことにしてしまう風潮がある[12]。
- そして、元々インドでは、狼少年が見つかった時、科学的調査を行おうとする素地がない[12]。

## 実在への疑問と可能性
オオカミが人間の乳児を育てる事は下記のような理由によって否定されている。
- オオカミの乳汁の成分は人間のそれと甚だしく異なっており、人間の乳児が消化吸収することはできない。
- オオカミの子は人間よりはるかに早く成長し、授乳期間も短いので、母オオカミの母乳の分泌も早期に止まってしまい、人間の乳児が成長するまで授乳する事ができない。

また、オオカミが人間の幼児を育てるには下記のような問題があると指摘されている。
- 人間は直立2足歩行が本来の移動方式であり、両手両足をついての4足歩行では不安定で速度も出ない。また2本足で立って走っても、オオカミの移動速度よりはるかに遅く、ついて行けない。
- 人間は昼行性の動物であり、また先祖が樹上生活をしていた事もあって、視力は非常に優れているが夜間は目が見えず、嗅覚もオオカミよりはるかに劣る。従って、乳幼児期をうまく生き延びてある程度自由に歩行できるようになったとしても、夜の森林中を嗅覚や夜目を用いて高速で移動するオオカミに随行するのは不可能である。

ただし、報告例の多いインドに棲息していたオオカミは正確にはヨーロッパ種(C.lupes lupes)ではなく、近縁の(C.lupes chanco)および亜種であるインドオオカミ(C.lupes pallipes)とされている。chanco種であるオオカミは、遺伝子レベルの研究の結果、イヌの起源であったと結論されている。またインドオオカミは特に環境適応能力が高いことが報告されている。
『オオカミ少女はいなかった』の著者である鈴木光太郎は、2001年にチリで見つかった、野犬の群れと共生していた少年の実例をあげて、アマラやカマラがオオカミたちと共に行動していた可能性までは否定していない。

## 狼少年を題材とした作品
狼少年を主人公にした小説が幾つか書かれている。物語を成り立たせるため、動物を擬人化する傾向があるが、同時に狼少年自身も、ある程度成長して2本足で歩き、言葉を多少話せるようになった段階でオオカミに育てられるという設定が多く、人間との意思疎通も可能で、人間らしい感情も持ち、最後に人間社会に復帰するという構成になっている。

### 小説
児童文学
- 『ジャングルブック』 ラドヤード=キップリング（イギリス） 1894年
- 『おおかみ少年ウォニ』 ヴィート（ソヴィエト連邦） 1950年代？ 1957年に邦訳が講談社から出版。
- 『狼少年太郎』 戸川幸夫著 1960年？ 「こども家の光」に連載。
- 『オオカミ族の少年』 ミシェル・ペイヴァー著 聖霊の宿る山に向かう狼族の少年のファンタジー。
- 『魔法の輪』 スザンナ・タマーロ著 狼犬グェンディに育てられた少年の物語。

小説
- 『エイリアン・テイスト』 ウェン・スペンサー著 狼に育てられた経歴を持つ私立探偵が主人公のSF小説。
- 『セカンド・ネイチャー』 アリス･ホフマン著 元狼少年のラブ・ストーリー。
- 『狼少年（Gabriel-Ernest）』 サキの短編ミステリー 狼に魔力を授けられた野生児か人狼の少年か謎のまま終わる。
- 『水鏡綺譚』 近藤ようこ著 記憶を失った少女と狼に育てられた少年の不思議な旅の物語。
- 『砂漠の物語』 福音館書店 郭雪波(クオ シュエポ)著 モンゴルの砂漠を舞台にした老婆と孫のオオカミ少年の物語。

### アニメ・コミック
- 『狼少年ケン』 東映動画 1964年
- 『ジャングル・ブック』 ウォルト=ディズニー・プロダクション。1967年 キップリング作品のアニメ化。
- 『タイガーマスク』 東映。1969年～1971年　第99話「狼よ血に吠えろ!」で、カナダの原生林で狼に育てられたレスラー、ローン・ウルフがタイガーマスクと戦っている
- 『ブッダ(5)』手塚治虫のコミック。 ブッダの弟子、ダイバダッタが狼少年という架空の設定で登場する。
- 『気ままにウルフ』 あおきてつおのコミック。 狼の子として生きてきた少年が、最後にはレーサーとなるストーリー。
- 『狼小僧』 白土三平のコミック。 狼に育てられた少年、佐助の物語。 戦国時代が舞台になっている。
- 『とつげきウルフ』 島本和彦のコミック。 大地震によって両親と離れ離れになり狼の群れに育てられた。